# Stefan Merriman
Stefan Merriman   (Tauranga, 24 de març de 1973) és un pilot d'enduro australià nascut a Nova Zelanda, quatre vegades Campió del Món i cinc vegades Campió d'Itàlia. Abans de l'enduro havia practicat trial, havent-ne estat dues vegades Campió d'Austràlia i de Nova Zelanda, i velocitat.
A 1 de gener de 2009

## Trajectòria esportiva
Després d'haver guanyat dos títols mundials, el 2003 Merriman estigué ben a prop de batre Juha Salminen en la lluita pel títol absolut, però al final acabà segon rere el finlandès per només tres punts (266 a 269). Merriman liderava el campionat abans de la mànega final, però en quedar-hi segon i guanyar-la Salminen el neozelandès perdé les seves opcions.
El 2004 canvià a Yamaha i guanyà el seu quart títol (aquest cop en categoria E1), quedant tercer a l'absolut rere Salminen i Samuli Aro i davant de David Knight. L'any següent guanyà 11 de les 18 rondes de la categoria E2, però s'hagué de retirar en quatre proves i perdé el títol davant l'oficial de KTM Samuli Aro. El 2006, Merriman guanyà tres proves i quedà tercer al campionat.
De cara al 2007 signà amb Aprilia per a pilotar la seva V-Twin al mundial, quedant finalment cinquè en categoria E2, amb una segona plaça com a millor resultat. El 2008 competí en categoria E3, guanyant tres de les quatre darreres proves i repetint la cinquena posició final de l'any anterior.

## Palmarès al Campionat del Món d'enduro
| Any             | Motocicleta     | 250cc      | 400cc | E1 | E2 | E3 | P1 |
| --------------- | --------------- | ---------- | ----- | -- | -- | -- | -- |
| 1998            | Husqvarna       | 4t         | -     | -  | -  | -  | 0  |
| 1999            | Husqvarna       | 2n         | -     | -  | -  | -  | 8  |
| 2000            | Husqvarna       | 1r         | -     | -  | -  | -  | 7  |
| 2001            | Husqvarna       | -          | 1r    | -  | -  | -  | 7  |
| 2002            | Husqvarna       | -          | 2n    | -  | -  | -  | 5  |
| 2003            | Honda           | 1r         | -     | -  | -  | -  | 9  |
| 2004            | Yamaha          | -          | -     | 1r | -  | -  | 13 |
| 2005            | Yamaha          | -          | -     | -  | 2n | -  | 11 |
| 2006            | Yamaha          | -          | -     | -  | 3r | -  | 3  |
| 2007            | Aprilia         | -          | -     | -  | 5è | -  | 0  |
| 2008            | Aprilia         | -          | -     | -  | -  | 5è | 3  |
| Total victòries | Total victòries |            |       |    |    |    | 66 |
| Total títols    | Total títols    | 2          | 1     | 1  | 0  | 0  |    |
|                 |                 | 4 mundials |       |    |    |    |    |

1. ↑  A P1 s'hi compten les victòries aconseguides en Grans Premis puntuables per al Campionat del Món